# Johann Hermann
Johann (Jean) Hermann (Herrmann) (31 de diciembre de 1738 - 4 de octubre de 1800) fue un médico francés y naturalista. 
Fue profesor de medicina en la Universidad de Estrasburgo. 
Al autor de Tabula affinitatum animalium (1783) y Observationes zoologicae quibus novae complures, publicado póstumamente en 1804. 
Describe el género Tinamus, de la familia Tinamidae, del Orden Tinamiformes.

## Honores

### Eponimia
Especies botánicos
- (Aizoaceae) Mesembryanthemum hermannii Haw.[1]

- (Anthericaceae) Chlorophytum herrmannii Nordal & Sebsebe[2]

- (Asclepiadaceae) Ceropegia hermannii Rauh & M.Teissier[3]

- (Buddlejaceae) Nicodemia hermanniana Cordem.[4]

- (Cactaceae) Cereus hermannianus Suringar[5]

- (Fabaceae) Arachis hermannii Krapov. & W.C.Greg.[6]

- (Orchidaceae) Pectinariella hermannii (Cordem.) Szlach., Mytnik & Grochocka[7]

- (Orchidaceae) Paphiopedilum herrmannii F.Fuchs & H.Reisinger[8]

- (Rubiaceae) Hedyotis hermanniana Ratna Dutta[9]

Especies zoológicas
- (Testudinidae) Testudo hermanni J.F.Gmel. 1789

## Abreviatura (zoología)
La abreviatura Hermann  se emplea para indicar a Johann Hermann como autoridad en la descripción y taxonomía en zoología.

- La abreviatura «Herm.» se emplea para indicar a Johann Hermann como autoridad en la descripción y clasificación científica de los vegetales.[10]